# 3944 Halliday
3944 Halliday è un asteroide della fascia principale interna. Scoperto nel 1981, presenta un'orbita caratterizzata da un semiasse maggiore pari a 2,368490 UA e da un'eccentricità di 0,150563, inclinata di 7,547070° rispetto all'eclittica. Ha un diametro di 5,873 km, un periodo di rotazione di 5,565 ore e un'albedo di 0,295.
Fa parte della famiglia di asteroidi Vesta.
L'asteroide è dedicato all'astronomo canadese Ian Halliday.